# Rallye de l'Acropole 1984
Le Rallye de l'Acropole 1984 (31e Rallye Acropolis), disputé du 28 au 31 mai 1984, est la cent-vingt-neuvième manche du championnat du monde des rallyes (WRC) courue depuis 1973, et la sixième manche du championnat du monde des rallyes 1984.

## Contexte avant la course

### Le championnat du monde
Ayant succédé en 1973 au championnat international des marques (en vigueur de 1970 à 1972), le championnat du monde des rallyes comprend généralement une douzaine manches, comprenant les plus célèbres épreuves routières internationales, telles le Rallye Monte-Carlo, le Safari ou le RAC Rally. Depuis 1979, le championnat des constructeurs a été doublé d'un championnat pilotes, ce dernier remplaçant l'éphémère Coupe des conducteurs, organisée à seulement deux reprises en 1977 et 1978. Le calendrier 1984 intègre douze manches pour l'attribution du titre de champion du monde des pilotes mais seulement dix sélectives pour le championnat des marques (le Rallye de Suède et le Rallye de Côte d'Ivoire en étant exclus). Les épreuves sont réservées aux catégories suivantes :
- Groupe N : voitures de grande production de série, ayant au minimum quatre places, fabriquées à au moins 5000 exemplaires en douze mois consécutifs ; modifications très limitées par rapport au modèle de série (bougies, amortisseurs).
- Groupe A : voitures de tourisme de grande production, fabriquées à au moins 5000 exemplaires en douze mois consécutifs, avec possibilité de modifications des pièces d'origine ; poids minimum fonction de la cylindrée.
- Groupe B : voitures de grand tourisme, fabriquées à au moins 200 exemplaires en douze mois consécutifs, avec possibilité de modifications des pièces d'origine (extension d'homologation portant sur 10% de la production[2]).

Comme l'année précédente, la saison 1984 se résume en un duel entre Audi Sport et la Scuderia Lancia, opposant une nouvelle fois les lourds coupés Quattro à transmission intégrale aux agiles berlinettes Rally 037, championnes en titre grâce aux cinq victoires remportées en 1983 par Walter Röhrl (Monte-Carlo, Acropole et Nouvelle Zélande) et Markku Alén (Tour de Corse et Sanremo). Battu par le constructeur italien, Audi avait néanmoins permis à Hannu Mikkola, victorieux à quatre reprises (Suède, Portugal, Argentine et 1000 lacs), de remporter le titre pilotes. Si côté constructeurs la première partie de la saison 1984 a été à l'avantage d'Audi (trois victoires contre une seule à Lancia), c'est toutefois Markku Alén, victorieux en Corse sur sa berlinette 037, qui occupe provisoirement la tête du championnat des pilotes avec quatre points d'avance sur Mikkola.

### L'épreuve
Créé en 1953, à une époque où le réseau routier grec ne comporte que des chemins rocailleux, le Rallye de l'Acropole a très vite acquis la réputation d'épreuve européenne la plus rude de la discipline. Intégré au calendrier du Championnat d'Europe des rallyes dès la fin des années 50, il a toujours conservé un parcours comportant presque exclusivement des pistes cassantes. Chaleur souvent étouffante, ornières, poussière mettent à mal équipages et mécaniques et près de trois quarts des concurrents n'atteignent généralement pas l'arrivée. S'étant imposé à trois reprises entre 1975 et 1983, Walter Röhrl y détient le record de victoires.

## Le parcours
- départ : 28 mai 1984 d'Athènes
- arrivée : 31 mai 1984 à Athènes

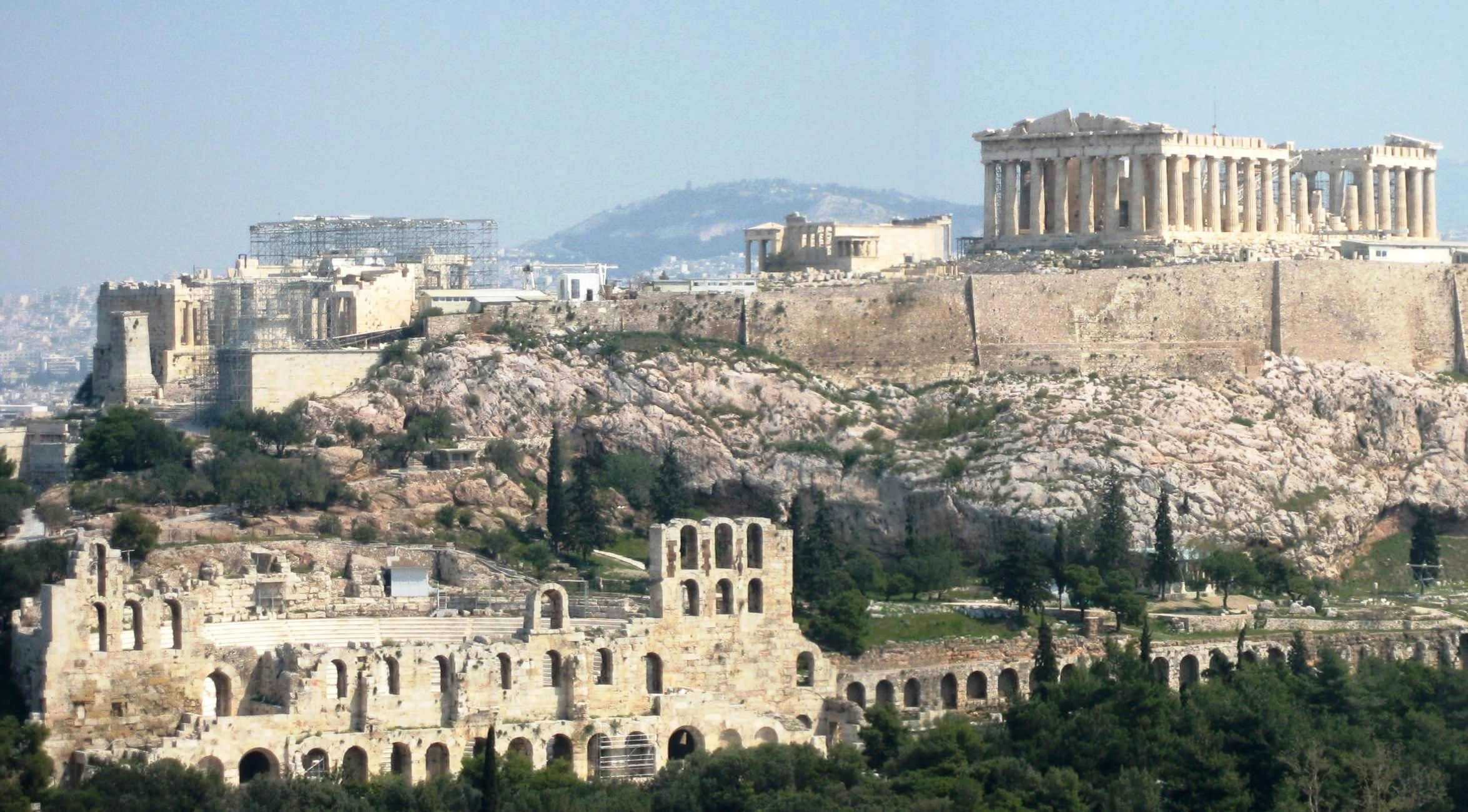
L'acropole d'Athènes, point central du rallye.

- distance : 2257 km, dont 796,62 sur 47 épreuves spéciales
- surface : presque exclusivement terre (quelques portions sur asphalte)
- Parcours divisé en trois étapes[4],[5]

### Première étape
- Athènes - Thèbes - Lamia - Kalambáka, le 28 mai
- 807 km dont 278,97 sur 17 épreuves spéciales

### Deuxième étape
- Kalambáka - Karditsa - Lamia - Thèbes - Athènes - Lagonissi, du 29 au 30 mai
- 747 km dont 280,90 sur 16 épreuves spéciales

### Troisième étape
- Lagonissi - Athènes - Corinthe - Sparte - Poros - Athènes, du 30 au 31 mai
- 703 km dont 236,75 sur 14 épreuves spéciales

## Les forces en présence
- Lancia

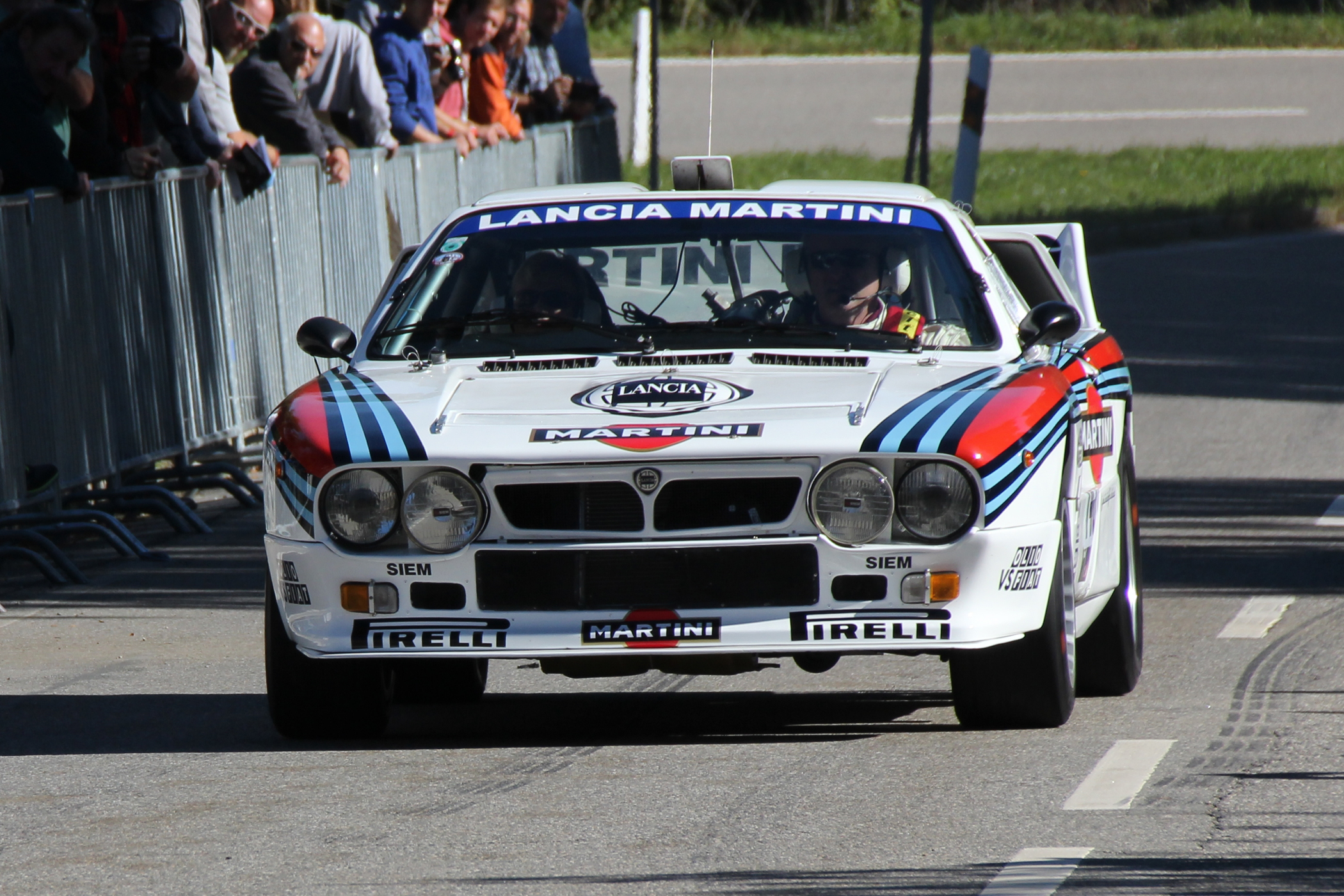
La Lancia Rally 037 groupe B.

Les établissements Abarth de Turin ont préparé quatre Rally 037 groupe B, les trois voitures officielles de la Scuderia Lancia étant confiées à Markku Alén, Henri Toivonen et Attilio Bettega, tandis que Massimo Biasion pilote celle du Jolly Club. Ces berlinettes de 980 kg sont dotées d'un moteur quatre cylindres de 2111 cm3, en position centrale arrière. Alimenté par un système d'injection mécanique Bosch Kugelfischer associé à un compresseur volumétrique Abarth, il développe 320 à 8000 tr/min. Au sein de l'équipe italienne Tre Gazelle, Carlo Capone s'aligne sur la 037 qu'il utilise habituellement dans les épreuves du championnat d'Europe, avec laquelle il a notamment remporté les Boucles de Spa en début d'année. Les Lancia sont chaussées de pneus Pirelli.
- Audi

Audi Sport a engagé quatre équipages : Stig Blomqvist et Hannu Mikkola disposent de leurs habituelles Quattro A2 groupe B tandis que Walter Röhrl et Michèle Mouton prendront le départ sur les nouvelles Sport Quattro. Si les deux modèles disposent de la même architecture (moteur cinq cylindres placé à l'avant, 2,1 litres de cylindrée, injection électronique Bosch, suralimentation par turbocompresseur KKK, transmission intégrale), la Sport Quattro est plus courte (empattement réduit de trente centimètres) et plus légère (1030 kg contre 1100) que sa devancière. Elle dispose en outre d'une culasse vingt soupapes. Pour l'épreuve grecque, la puissance a été réduite de 425 à 390 chevaux, contre 350 chevaux pour les versions A2. Au côté de l'équipe officielle, qui utilise des pneus Michelin, l'Américain John Buffum pilote une Quattro A2 engagée par le manufacturier BFGoodrich.
- Nissan

L'importateur grec du constructeur japonais aligne trois coupés 240RS groupe B pour Timo Salonen, Shekhar Mehta et Iórgis Moschous. Trois autres 240 RS sont aux mains des pilotes privés Yoshio Iwashita, Jayant Shah et Stratissino, qui se sont entendus pour bénéficier d'une équipe d'assistance commune. Ces voitures de 1030 kg, à transmission classique, sont dotées d'un moteur quatre cylindres de 2340 cm3 alimenté par deux carburateurs double corps Solex développant plus de 260 chevaux à 8000 tr/min. Elles utilisent des pneus Dunlop de fabrication japonaise.
- Peugeot

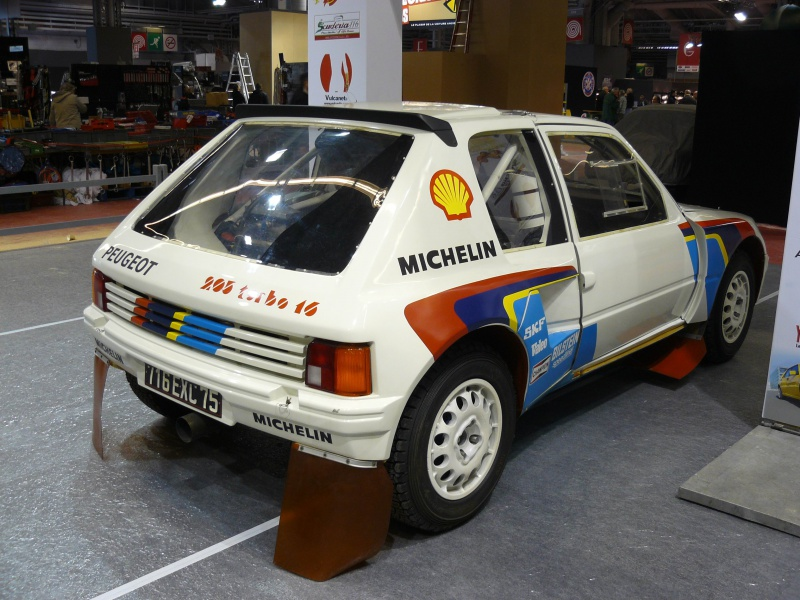
La Peugeot 205 Turbo 16 allie transmission intégrale et moteur central arrière.

Après des débuts remarqués en Corse, Peugeot engage à nouveau deux 205 Turbo 16 groupe B à transmission intégrale pour Ari Vatanen (tout juste rétabli de son accident sur l'île de Beauté) et Jean-Pierre Nicolas. Leur moteur quatre cylindres de 1775 cm3 alimenté par un système d'injection électronique Bosch associé à un turbocompresseur KKK est disposé transversalement devant le train arrière. Il développe 340 chevaux à 7500 tr/min. Configurées pour la piste, ces voitures pèsent 1030 kg et utilisent des pneus Michelin TRX.
- Mazda

Tout juste crée par le pilote allemand Achim Warmbold, le Mazda Rally Team engage deux coupés RX-7 groupe B, à transmission classique. Pesant environ une tonne, ils sont dotés d'un moteur birotor de 1308 cm3 (équivalent à 2616 cm3 pour un moteur classique) alimenté par un carburateur Weber à double corps, délivrant 280 chevaux à 8000 tr/min. Le Suédois Ingvar Carlsson pilote la deuxième voiture, Warmbold étant au volant de la première. Les Mazda sont chaussées de pneus Pirelli.
- Volkswagen

Volkswagen Motorsport aligne une Golf GTI groupe A pour son pilote Kalle Grundel. Cette petite traction de 880 kg est mue par un moteur quatre cylindres de 1781 cm3 alimenté par injection mécanique Bosch K-Jetronic, d'une puissance de 160 chevaux. Grundel utilise des pneus Pirelli.

## Déroulement de la course

### Première étape
Les équipages s'élancent d'Athènes le lundi matin. Le premier secteur chronométré est particulièrement cassant et les crevaisons nombreuses. Stig Blomqvist s'y montre le plus rapide au volant de son Audi Quattro et prend la tête du rallye devant ses coéquipiers Hannu Mikkola et Michèle Mouton. Ils devancent la Lancia de Massimo Biasion, alors que les pilotes officiels de l'écurie italienne, Henri Toivonen, Markku Alén et Attilio Bettega, ont tous crevé en fin de parcours et perdu une vingtaine de secondes. Ari Vatanen (sur Peugeot 205 Turbo 16) et Walter Röhrl (sur la quatrième Audi) ont également crevé et sont relégués au delà de la dixième place. Les Audi conservent les trois premières places jusqu'au moment où une fuite d'huile se déclare sur la voiture de Michèle Mouton, faisant patiner son embrayage. La Française perd en outre trois minutes à cause d'une crevaison et tombe en neuvième position. Mikkola, qui avait brièvement pris le commandement de la course, se fait repasser par Blomqvist, les deux hommes n'étant séparés que de quelques secondes. Remonté à la troisième et place, Vatanen compte une minute et demie de retard sur les voitures de tête. Il précède de trente secondes Röhrl, également bien revenu malgré un moteur qui a tendance à surchauffer. Blomqvist et Mikkola se maintiennent devant jusqu'à la tombée de la nuit, avant d'être tour à tour handicapés par des problèmes d'alternateur. Mikkola va ainsi perdre plus d'une minute dans le secteur de Verdikoúsa, cédant la deuxième place à Vatanen et se trouvant dès lors sous la menace directe de Röhrl, qui se révèle le plus rapide en fin d'étape. Le pilote allemand réalise une nouvelle fois le meilleur temps dans la spéciale suivante et prend la troisième place, sept secondes derrière Vatanen. Dans la dernière épreuve chronométrée, c'est au tour de Blomqvist de connaitre des problèmes électriques ; le Suédois perd également plus d'une minute et rétrograde en troisième position derrière Röhrl et Vatanen, qui rallient le parc fermé de Kalambáka dans cet ordre, avec seulement deux secondes d'écart. Derrière Mikkola, les Lancia de Toivonen, Alén et Biasion terminent groupées aux cinquième, sixième et septième places, devançant la 205 T16 de Jean-Pierre Nicolas. Retardé par de multiples crevaisons, Bettega n'est que neuvième, devant l'Audi Quattro privée de John Buffum et les trois Nissan officielles de Shekhar Mehta, Iórgis Moschous et Timo Salonen, ce dernier ayant perdu beaucoup de temps en début d'étape à cause de problèmes de boîte de vitesses. Seizième derrière la Mazda d'Achim Warmbold et la Nissan privée du pilote local Stratissino, l'Autrichien Werner Grissmann a pris la tête du groupe A après l'abandon de la Volkswagen de Kalle Grundel.

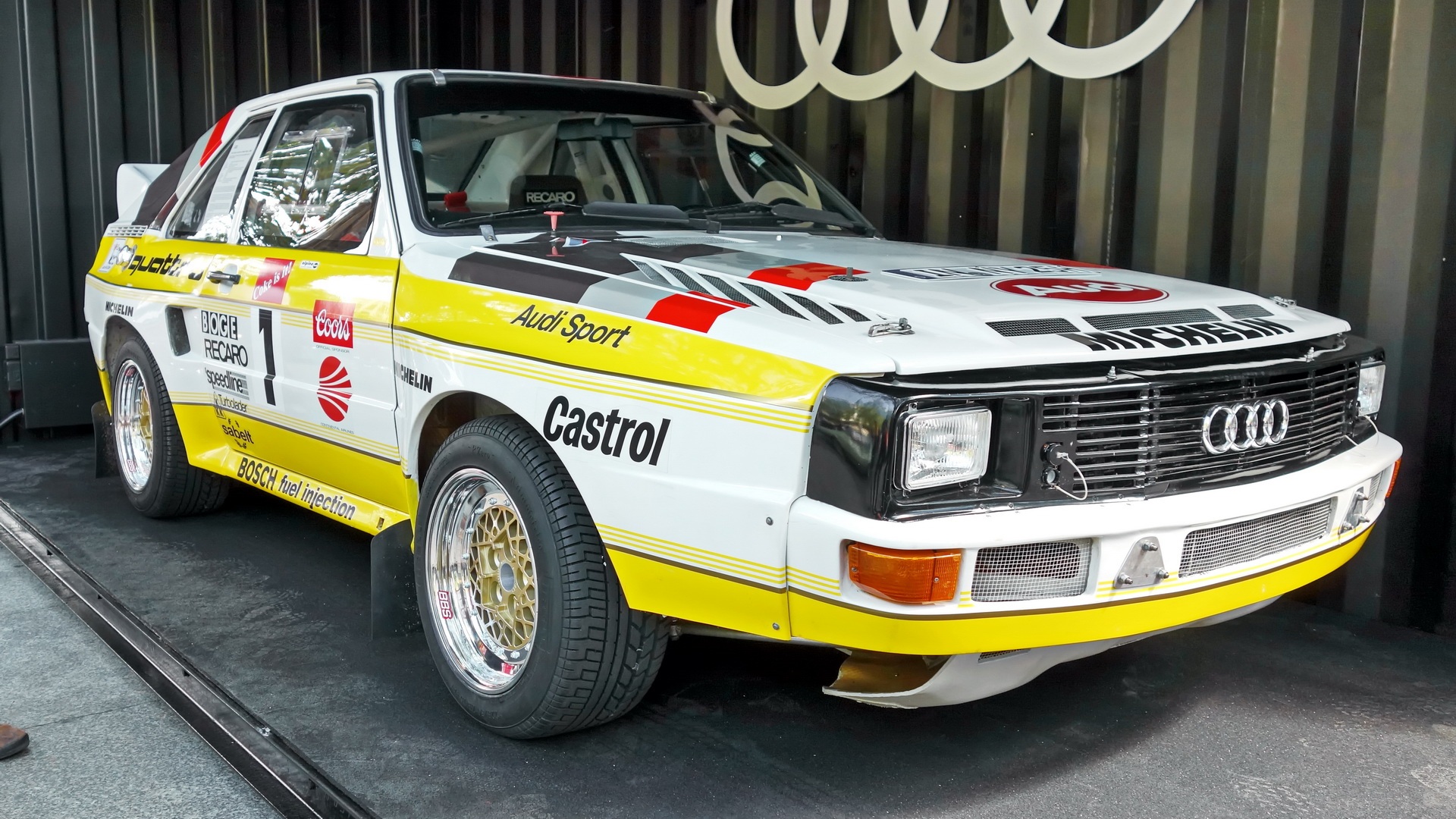
Une Audi Sport Quattro semblable à celle de Walter Röhrl, en tête à la fin de la première étape.

| Pos. | Pilote              | Copilote                | Voiture              | Groupe | Temps           | Écart         |
| ---- | ------------------- | ----------------------- | -------------------- | ------ | --------------- | ------------- |
| 1    | Walter Röhrl        | Christian Geistdörfer   | Audi Sport Quattro   | B      | 3 h 34 min 10 s |               |
| 2    | Ari Vatanen         | Terry Harryman          | Peugeot 205 Turbo 16 | B      | 3 h 34 min 12 s | + 2 s         |
| 3    | Stig Blomqvist      | Björn Cederberg         | Audi Quattro A2      | B      | 3 h 34 min 45 s | + 35 s        |
| 4    | Hannu Mikkola       | Arne Hertz              | Audi Quattro A2      | B      | 3 h 36 min 31 s | + 2 min 21 s  |
| 5    | Henri Toivonen      | Juha Piironen           | Lancia Rally 037     | B      | 3 h 37 min 41 s | + 3 min 31 s  |
| 6    | Markku Alén         | Ilkka Kivimäki          | Lancia Rally 037     | B      | 3 h 39 min 22 s | + 5 min 12 s  |
| 7    | Massimo Biasion     | Tiziano Siviero         | Lancia Rally 037     | B      | 3 h 41 min 15 s | + 7 min 05 s  |
| 8    | Jean-Pierre Nicolas | Charley Pasquier        | Peugeot 205 Turbo 16 | B      | 3 h 42 min 40 s | + 8 min 30 s  |
| 9    | Attilio Bettega     | Sergio Cresto           | Lancia Rally 037     | B      | 3 h 44 min 01 s | + 9 min 51 s  |
| 10   | John Buffum         | Fred Gallagher          | Audi Quattro A2      | B      | 3 h 46 min 05 s | + 11 min 55 s |
| 11   | Shekhar Mehta       | Yvonne Mehta            | Nissan 240RS         | B      | 3 h 55 min 00 s | + 20 min 50 s |
| 12   | Iórgis Moschous     | Alexandros Konstantakos | Nissan 240RS         | B      | 3 h 59 min 25 s | + 25 min 15 s |
| 13   | Timo Salonen        | Seppo Harjanne          | Nissan 240RS         | B      | 3 h 59 min 31 s | + 25 min 21 s |
| 14   | Achim Warmbold      | « Biche »               | Mazda RX-7           | B      | 4 h 00 min 24 s | + 26 min 14 s |
| 15   | Stratissino         | Silef                   | Nissan 240RS         | B      | 4 h 12 min 44 s | + 38 min 34 s |
| 16   | Werner Grissmann    | Jörg Pattermann         | Audi 80 Quattro      | A      | 4 h 13 min 22 s | + 39 min 12 s |
| 17   | Yoshio Iwashita     | Yoshimasa Nakahara      | Nissan 240RS         | B      | 4 h 15 min 12 s | + 41 min 02 s |
| 18   | Saeed Al-Hajri      | John Spiller            | Porsche 911 SC       | B      | 4 h 15 min 58 s | + 41 min 48 s |
| 19   | Geoff Fielding      | John Millington         | Ford Escort RS       | B      | 4 h 16 min 59 s | + 42 min 49 s |
| 20   | Sotiris Kokkinis    | Tonia Pavli             | Renault 11 Turbo     | A      | 4 h 17 min 50 s | + 43 min 40 s |
| 21   | Pavlos Moschoutis   | Kóstas Fertakis         | Ford Escort RS       | A      | 4 h 20 min 14 s | + 46 min 04 s |
| 22   | Jayant Shah         | Mike Doughty            | Nissan 240RS         | B      | 4 h 20 min 39 s | + 46 min 29 s |

### Deuxième étape
Lorsqu'elle se présente au départ de la deuxième étape, le mardi matin, l'Audi Quattro de Röhrl émet un bruit anormal à cause d'un dysfonctionnement du système d'injection. Le pilote allemand va parcourir le premier secteur chronométré au ralenti, perdant sept minutes et retombant à la sixième place. Vatanen s'empare du commandement avec quarante-quatre secondes d'avance sur Blomqvist et plus de deux minutes et demie sur Mikkola. Vatanen creuse légèrement l'écart dans le tronçon suivant mais peu après, sur le parcours de liaison, il doit s'arrêter, pression d'huile à zéro. La courroie de la pompe a lâché, et le turbo est également à remplacer, ayant subi une surpression lors de l'arrêt brutal du moteur. L'assistance Peugeot Sport procède aussitôt à la réparation mais Vatanen ne peut rejoindre le contrôle horaire dans les délais impartis. Pénalisé de quatre minutes, il tombe à la quatrième place, quelques secondes derrière Toivonen. Blomqvist retrouve le commandement, avec près de deux minutes d'avance sur Mikkola. Vatanen reprend bientôt la troisième place à Toivonen et va peu à peu revenir sur la deuxième Audi. Attaquant sans relâche, il reprend la deuxième place à l'issue du secteur de Karroutes, mais se trouve encore à près de deux minutes de Blomqvist. Ce dernier contrôle la course et l'écart entre les deux voitures de tête va rester stable jusqu'à ce que le Finlandais ne soit à nouveau ralenti par un problème de distribution : la courroie a été touchée par des pierres et le moteur va lâcher définitivement dans l'avant-dernière spéciale de l'étape. Les trois Audi sont désormais en tête, Blomqvist ralliant Lagonissi au milieu de la nuit avec une minute et demie d'avance sur Mikkola et sept et demie sur Röhrl, qui était repassé devant Toivonen avant que ce dernier ne sorte de la route en fin d'après-midi. Respectivement quatrième et cinquième, les Lancia d'Alén et de Biasion précèdent la 205 de Nicolas. Quinzième, Grissmann a conservé la première place du groupe A.
| Pos. | Pilote              | Copilote                | Voiture              | Groupe | Temps           | Écart             |
| ---- | ------------------- | ----------------------- | -------------------- | ------ | --------------- | ----------------- |
| 1    | Stig Blomqvist      | Björn Cederberg         | Audi Quattro A2      | B      | 7 h 26 min 27 s |                   |
| 2    | Hannu Mikkola       | Arne Hertz              | Audi Quattro A2      | B      | 7 h 28 min 03 s | + 1 min 36 s      |
| 3    | Walter Röhrl        | Christian Geistdörfer   | Audi Sport Quattro   | B      | 7 h 33 min 53 s | + 7 min 26 s      |
| 4    | Markku Alén         | Ilkka Kivimäki          | Lancia Rally 037     | B      | 7 h 35 min 36 s | + 9 min 09 s      |
| 5    | Massimo Biasion     | Tiziano Siviero         | Lancia Rally 037     | B      | 7 h 38 min 26 s | + 11 min 59 s     |
| 6    | Jean-Pierre Nicolas | Charley Pasquier        | Peugeot 205 Turbo 16 | B      | 7 h 41 min 50 s | + 15 min 23 s     |
| 7    | Attilio Bettega     | Sergio Cresto           | Lancia Rally 037     | B      | 7 h 44 min 32 s | + 18 min 05 s     |
| 8    | John Buffum         | Fred Gallagher          | Audi Quattro A2      | B      | 7 h 52 min 25 s | + 25 min 58 s     |
| 9    | Timo Salonen        | Seppo Harjanne          | Nissan 240RS         | B      | 7 h 59 min 47 s | + 33 min 20 s     |
| 10   | Shekhar Mehta       | Yvonne Mehta            | Nissan 240RS         | B      | 8 h 04 min 24 s | + 37 min 57 s     |
| 11   | Iórgis Moschous     | Alexandros Konstantakos | Nissan 240RS         | B      | 8 h 13 min 47 s | + 47 min 20 s     |
| 12   | Achim Warmbold      | « Biche »               | Mazda RX-7           | B      | 8 h 23 min 11 s | + 56 min 44 s     |
| 13   | Yoshio Iwashita     | Yoshimasa Nakahara      | Nissan 240RS         | B      | 8 h 44 min 37 s | + 1 h 18 min 10 s |
| 14   | Stratissino         | Silef                   | Nissan 240RS         | B      | 8 h 47 min 39 s | + 1 h 21 min 12 s |
| 15   | Werner Grissmann    | Jörg Pattermann         | Audi 80 Quattro      | A      | 8 h 48 min 53 s | + 1 h 22 min 26 s |
| 16   | Jayant Shah         | Mike Doughty            | Nissan 240RS         | B      | 8 h 58 min 13 s | + 1 h 31 min 46 s |

### Troisième étape
Après une journée de repos, les concurrents repartent de Lagonissi le mercredi soir, en direction du Péloponnèse. Mikkola ayant accepté les consignes d'équipe, Blomqvist est pratiquement assuré de la victoire. L'intérêt de la course se reporte sur la lutte pour la troisième place, entre Röhrl et Alén, et sur celle pour la cinquième place entre Biasion et Nicolas. Le pilote français ne va cependant pas pouvoir défendre longtemps ses chances, un étrier de frein se détachant au cours de Theoktisto, arrachant une attache de suspension arrière. L'abandon de la deuxième Peugeot précède de peu celui de Biasion, qui renonce trois spéciales plus loin, arbre de roue cassé. Röhrl est parvenu à augmenter régulièrement son avance sur Alén et on s'achemine vers un triplé des Audi lorsque, dans le secteur de Parnon, le pilote allemand renonce également, embrayage hors d'usage. Le retour sur Athènes se déroule sans autre incident, Blomqvist s'imposant avec trois minutes d'avance sur Mikkola et récupère la tête du championnat du monde avec trois points d'avance sur Alén, troisième de la course devant son coéquipier Bettega. Dépassées par les voitures à traction intégrales, les Nissan réalisent néanmoins un beau tir groupé, Salonen, Mehta et Moschous terminant juste derrière l'Audi privée de Buffum, cinquième, et devant la Mazda de Warmbold. Un problème électrique a mis fin à la course de Grissmann et c'est finalement le pilote local Halivelakis, treizième sur sa Toyota, qui s'impose en groupe A. Seulement trente-deux équipages ont rallié l'arrivée.

### Classements intermédiaires
Classements intermédiaires des pilotes après chaque épreuve spéciale

### Classement général

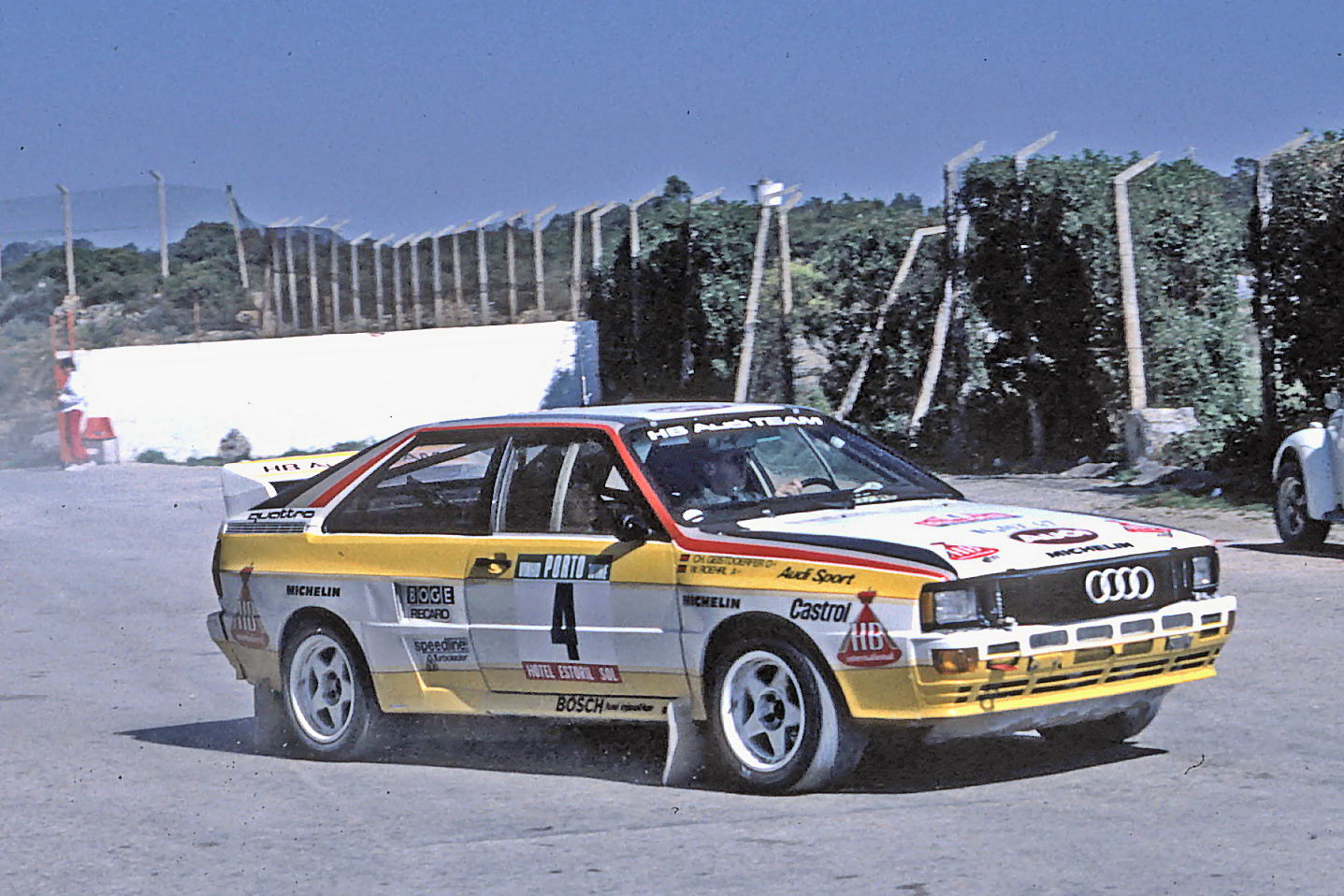
Quatrième victoire de la saison pour les Audi Quattro A2.

| Pos | No | Pilote          | Copilote                | Voiture          | Temps            | Écart             | Groupe |
| --- | -- | --------------- | ----------------------- | ---------------- | ---------------- | ----------------- | ------ |
| 1   | 10 | Stig Blomqvist  | Björn Cederberg         | Audi Quattro A2  | 10 h 41 min 51 s |                   | B      |
| 2   | 7  | Hannu Mikkola   | Arne Hertz              | Audi Quattro A2  | 10 h 44 min 58 s | + 3 min 07 s      | B      |
| 3   | 2  | Markku Alén     | Ilkka Kivimäki          | Lancia Rally 037 | 10 h 56 min 01 s | + 14 min 10 s     | B      |
| 4   | 6  | Attilio Bettega | Sergio Cresto           | Lancia Rally 037 | 11 h 03 min 49 s | + 21 min 58 s     | B      |
| 5   | 14 | John Buffum     | Fred Gallagher          | Audi Quattro A2  | 11 h 22 min 10 s | + 40 min 19 s     | B      |
| 6   | 5  | Timo Salonen    | Seppo Harjanne          | Nissan 240RS     | 11 h 26 min 29 s | + 44 min 38 s     | B      |
| 7   | 8  | Shekhar Mehta   | Yvonne Mehta            | Nissan 240RS     | 11 h 33 min 57 s | + 52 min 06 s     | B      |
| 8   | 16 | Iórgis Moschous | Alexandros Konstantakos | Nissan 240RS     | 11 h 47 min 45 s | + 1 h 05 min 54 s | B      |
| 9   | 17 | Achim Warmbold  | « Biche »               | Mazda RX-7       | 12 h 06 min 51 s | + 1 h 25 min 00 s | B      |
| 10  | 40 | Yoshio Iwashita | Yoshimasa Nakahara      | Nissan 240RS     | 12 h 36 min 26 s | + 1 h 54 min 35 s | B      |

### Équipages de tête
- ES1 à ES3 :  Stig Blomqvist -  Björn Cederberg (Audi Quattro A2)
- ES4 :  Hannu Mikkola -  Arne Hertz (Audi Quattro A2)
- ES5 à ES16 :  Stig Blomqvist -  Björn Cederberg (Audi Quattro A2)
- ES17 :  Walter Röhrl -  Christian Geistdörfer (Audi Sport Quattro)
- ES18 à ES19 :  Ari Vatanen -  Terry Harryman (Peugeot 205 Turbo 16)
- Contrôle horaire suivant ES19[Note 1] à ES47 :  Stig Blomqvist -  Björn Cederberg (Audi Quattro A2)

### Vainqueurs d'épreuves spéciales
- Stig Blomqvist -  Björn Cederberg (Audi Quattro A2) : 13 spéciales (ES 1, 3, 5, 8, 10, 13, 37, 38, 40 à 44)
- Ari Vatanen -  Terry Harryman (Peugeot 205 Turbo 16) : 11 spéciales (ES 7, 11, 12, 18, 20, 21, 25 à 28, 30)
- Walter Röhrl -  Christian Geistdörfer (Audi Sport Quattro) : 8 spéciales (ES 9, 13 à 17, 24, 34)
- Hannu Mikkola -  Arne Hertz (Audi Quattro A2) : 8 spéciales (ES 3, 4, 24, 32, 35, 41, 45, 46)
- Markku Alén -  Ilkka Kivimäki (Lancia Rally 037) : 5 spéciales (ES 19, 31, 33, 36, 39)
- Michèle Mouton -  Fabrizia Pons (Audi Sport Quattro) : 2 spéciales (ES 2, 6)
- Attilio Bettega -  Sergio Cresto (Lancia Rally 037) : 2 spéciales (ES 29, 47)
- Henri Toivonen -  Juha Piironen (Lancia Rally 037) : 1 spéciale (ES 22)

## Résultats des principaux engagés

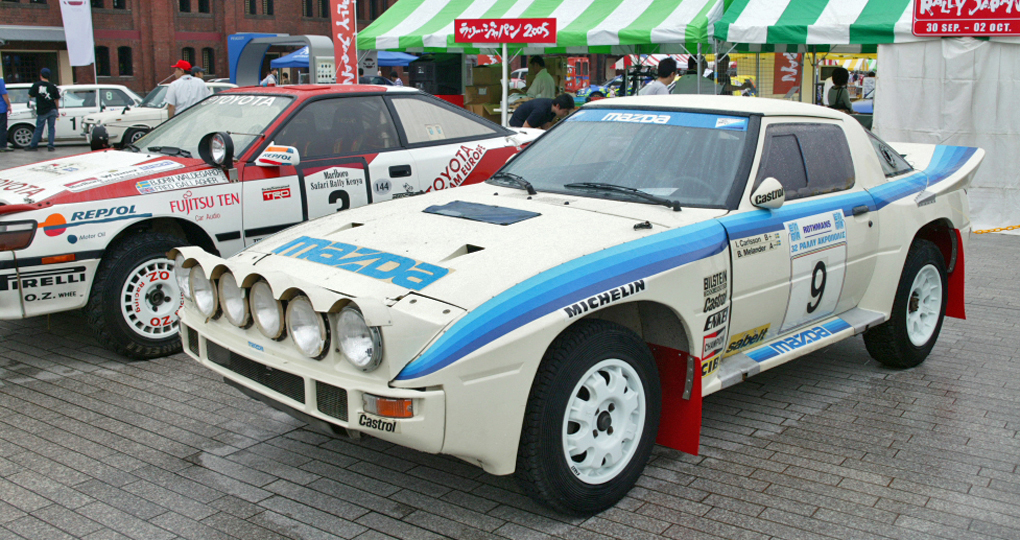
Nouveau venu en rallye, le Mazda Rally Team avait engagé deux coupés RX-7 groupe B.

| No | Pilote              | Copilote                | Voiture                  | Groupe | Classement général                            | Class. groupe |
| -- | ------------------- | ----------------------- | ------------------------ | ------ | --------------------------------------------- | ------------- |
| 1  | Walter Röhrl        | Christian Geistdörfer   | Audi Sport Quattro       | B      | ab. dans la 45e spéciale (embrayage)          | -             |
| 2  | Markku Alén         | Ilkka Kivimäki          | Lancia Rally 037         | B      | 3e à 14 min 10 s                              | 3e            |
| 3  | Ari Vatanen         | Terry Harryman          | Peugeot 205 Turbo 16     | B      | ab. dans la 32e spéciale (distribution)       | -             |
| 4  | Michèle Mouton      | Fabrizia Pons           | Audi Sport Quattro       | B      | ab. après la 14e spéciale (moteur)            | -             |
| 5  | Timo Salonen        | Seppo Harjanne          | Nissan 240RS             | B      | 6e à 44 min 38 s                              | 6e            |
| 6  | Attilio Bettega     | Sergio Cresto           | Lancia Rally 037         | B      | 4e à 21 min 58 s                              | 4e            |
| 7  | Hannu Mikkola       | Arne Hertz              | Audi Quattro A2          | B      | 2e à 3 min 07 s                               | 2e            |
| 8  | Shekhar Mehta       | Yvonne Mehta            | Nissan 240RS             | B      | 7e à 52 min 06 s                              | 7e            |
| 9  | Massimo Biasion     | Tiziano Siviero         | Lancia Rally 037         | B      | ab. dans la 41e spéciale (arbre de roue)      | -             |
| 10 | Stig Blomqvist      | Björn Cederberg         | Audi Quattro A2          | B      | 1er                                           | 1er           |
| 11 | Henri Toivonen      | Juha Piironen           | Lancia Rally 037         | B      | ab. dans la 26e spéciale (sortie de route)    | -             |
| 12 | Jean-Pierre Nicolas | Charley Pasquier        | Peugeot 205 Turbo 16     | B      | ab. dans la 38e spéciale (suspension arrière) | -             |
| 14 | John Buffum         | Fred Gallagher          | Audi Quattro A2          | B      | 5e à 40 min 19 s                              | 5e            |
| 15 | Carlo Capone        | Paolo Spollon           | Lancia Rally 037         | B      | ab. dans la 1re spéciale (différentiel)       | -             |
| 16 | Iórgis Moschous     | Alexandros Konstantakos | Nissan 240RS             | B      | 8e à 1 h 05 min 54 s                          | 8e            |
| 17 | Achim Warmbold      | « Biche »               | Mazda RX-7               | B      | 9e à 1 h 25 min 00 s                          | 9e            |
| 18 | Saeed Al-Hajri      | John Spiller            | Porsche 911 SC           | B      | ab. dans la 25e spéciale (boîte de vitesses)  | -             |
| 20 | Ingvar Carlsson     | Benny Melander          | Mazda RX-7               | B      | ab. dans la 17e spéciale (différentiel)       | -             |
| 21 | Jayant Shah         | Mike Doughty            | Nissan 240RS             | B      | 12e à 2 h 27 min 12 s                         | 12e           |
| 23 | Kalle Grundel       | Peter Diekmann          | Volkswagen Golf GTI      | A      | ab. dans la 15e spéciale (boîte de vitesses)  | -             |
| 25 | Pavlos Moschoutis   | Kóstas Fertakis         | Ford Escort RS           | A      | 14e à 2 h 43 min 47 s                         | 2e            |
| 26 | Stratissino         | Silef                   | Nissan 240RS             | B      | 11e à 2 h 00 min 09 s                         | 11e           |
| 32 | Sotiris Kokkinis    | Tonia Pavli             | Renault 11 Turbo         | A      | ab. dans la 2e étape                          | -             |
| 35 | Manolis Halivelakis | Konstantinos Exarchos   | Toyota Corolla GT        | A      | 13e à 2 h 40 min 46 s                         | 1er           |
| 40 | Yoshio Iwashita     | Yoshimasa Nakahara      | Nissan 240RS             | B      | 10e à 1 h 54 min 35 s                         | 10e           |
| 46 | Olivier Tabatoni    | Michel Cadier           | Citroën Visa 1000 Pistes | B      | ab. dans la 15e spéciale (accident)           | -             |
| 49 | Geoff Fielding      | John Millington         | Ford Escort RS           | B      | ab. dans la 2e étape (transmission)           | -             |
| 60 | Werner Grissmann    | Jörg Pattermann         | Audi 80 Quattro          | A      | ab. dans la 3e étape (problème électrique)    | -             |

## Classements des championnats à l'issue de la course

### Constructeurs
- Attribution des points : 10, 9, 8, 7, 6, 5, 4, 3, 2, 1 respectivement aux dix premières marques de chaque épreuve, additionnés de 8, 7, 6, 5, 4, 3, 2, 1 respectivement aux huit premières de chaque groupe (seule la voiture la mieux classée de chaque constructeur marque des points). Les points de groupe ne sont attribués qu'aux concurrents ayant terminé dans les dix premiers au classement général[2].

- Seuls les sept meilleurs résultats (sur dix épreuves) sont retenus pour le décompte final des points.

| Pos. | Marque     | Points | M-C  | POR  | SAF  | COR  | ACR  | NZ | ARG | FIN | SAN | RAC |
| ---- | ---------- | ------ | ---- | ---- | ---- | ---- | ---- | -- | --- | --- | --- | --- |
| 1    | Audi       | 78     | 10+8 | 10+8 | 8+6  | 6+4  | 10+8 |    |     |     |     |     |
| 2    | Lancia     | 70     | 6+4  | 9+7  | 7+5  | 10+8 | 8+6  |    |     |     |     |     |
| 3    | Renault    | 36     | 7+5  | 6+4  | -    | 8+6  | -    |    |     |     |     |     |
| 4    | Toyota     | 28     | -    | 3+7  | 10+8 | -    | -    |    |     |     |     |     |
| 5    | Volkswagen | 21     | 2+7  | 4+8  | -    | -    | -    |    |     |     |     |     |
| 6    | Nissan     | 20     | 1+1  | -    | 6+4  | -    | 5+3  |    |     |     |     |     |
| 7    | Opel       | 18     | -    | -    | 9+7  | 2+0  | -    |    |     |     |     |     |
| 8    | Peugeot    | 12     | -    | -    | -    | 7+5  | -    |    |     |     |     |     |
| 9    | Alfa Romeo | 9      | -    | -    | -    | 1+8  | -    |    |     |     |     |     |
| 10   | Citroën    | 4      | -    | 2+2  | -    | -    | -    |    |     |     |     |     |
| 11   | Mazda      | 2      | -    | -    | -    | -    | 2+0  |    |     |     |     |     |
| 11=  | Vauxhall   | 2      | -    | 1+1  | -    | -    | -    |    |     |     |     |     |

### Pilotes
- Attribution des points : 20, 15, 12, 10, 8, 6, 4, 3, 2, 1 respectivement aux dix premiers de chaque épreuve.
- Seuls les sept meilleurs résultats (sur douze épreuves) sont retenus pour le décompte final des points.

| Pos. | Pilote              | Marque     | Points | M-C | SUE | POR | SAF | COR | ACR | NZ | ARG | FIN | SAN | CIV | RAC |
| ---- | ------------------- | ---------- | ------ | --- | --- | --- | --- | --- | --- | -- | --- | --- | --- | --- | --- |
| 1    | Stig Blomqvist      | Audi       | 63     | 15  | 20  | -   | -   | 8   | 20  |    |     |     |     |     |     |
| 2    | Markku Alén         | Lancia     | 60     | 3   | -   | 15  | 10  | 20  | 12  |    |     |     |     |     |     |
| 3    | Hannu Mikkola       | Audi       | 59     | 12  | -   | 20  | 12  | -   | 15  |    |     |     |     |     |     |
| 4    | Attilio Bettega     | Lancia     | 34     | 8   | -   | 12  | -   | 4   | 10  |    |     |     |     |     |     |
| 5    | Massimo Biasion     | Lancia     | 31     | 6   | -   | 10  | -   | 15  | -   |    |     |     |     |     |     |
| 6    | Walter Röhrl        | Audi       | 26     | 20  | -   | 6   | -   | -   | -   |    |     |     |     |     |     |
| 7    | Björn Waldegård     | Toyota     | 20     | -   | -   | -   | 20  | -   | -   |    |     |     |     |     |     |
| 7=   | Jean Ragnotti       | Renault    | 20     | -   | -   | 8   | -   | 12  | -   |    |     |     |     |     |     |
| 9    | Michèle Mouton      | Audi       | 15     | -   | 15  | -   | -   | -   | -   |    |     |     |     |     |     |
| 9=   | Rauno Aaltonen      | Opel       | 15     | -   | -   | -   | 15  | -   | -   |    |     |     |     |     |     |
| 11   | Per Eklund          | Audi       | 12     | -   | 12  | -   | -   | -   | -   |    |     |     |     |     |     |
| 11=  | Shekhar Mehta       | Nissan     | 12     | -   | -   | -   | 8   | -   | 4   |    |     |     |     |     |     |
| 13   | Timo Salonen        | Nissan     | 11     | 1   | -   | -   | 4   | -   | 6   |    |     |     |     |     |     |
| 14   | Jean-Luc Thérier    | Renault    | 10     | 10  | -   | -   | -   | -   | -   |    |     |     |     |     |     |
| 14=  | Mats Jonsson        | Opel       | 10     | -   | 10  | -   | -   | -   | -   |    |     |     |     |     |     |
| 14=  | Jean-Pierre Nicolas | Peugeot    | 10     | -   | -   | -   | -   | 10  | -   |    |     |     |     |     |     |
| 17   | Lars-Erik Torph     | Opel       | 8      | -   | 8   | -   | -   | -   | -   |    |     |     |     |     |     |
| 17=  | John Buffum         | Audi       | 8      | -   | -   | -   | -   | -   | 8   |    |     |     |     |     |     |
| 19   | Björn Johansson     | Opel       | 6      | -   | 6   | -   | -   | -   | -   |    |     |     |     |     |     |
| 19=  | Vic Preston Jr      | Lancia     | 6      | -   | -   | -   | 6   | -   | -   |    |     |     |     |     |     |
| 19=  | Jean-Claude Andruet | Lancia     | 6      | -   | -   | -   | -   | 6   | -   |    |     |     |     |     |     |
| 19=  | Kalle Grundel       | Volkswagen | 6      | 2   | -   | 4   | -   | -   | -   |    |     |     |     |     |     |